# 霍夫蘭 (內布拉斯加州)
霍夫蘭（英語：Hoffland）是位於美國內布拉斯加州謝里敦縣的非建制地區。

## 歷史
霍夫蘭的郵局於1916年設立，其後於1927年停運。

## 地理
霍夫蘭所處的海拔為高於海平面1193米（即3914英呎），而該地所採用的時區為UTC-7，即北美山地時區（MST）。同時該地設有夏令時間，為UTC-7調快一小時，即UTC-6（MDT）。